# Indradhanush Parbat
Der Indradhanush Parbat ist ein 6739 Meter hoher Berg im Garhwal-Himalaya im indischen Bundesstaat Uttarakhand.
Der Berg befindet sich im östlichen Teil der Gangotri-Gruppe. An seiner Westflanke strömt der Suralayagletscher in nördlicher Richtung zum Chaturangigletscher.
Der 7075 m hohe Satopanth erhebt sich auf der anderen Seite des Suralayagletschers 5,1 km südwestlich des Indradhanush Parbat.
Der Indradhanush Parbat wurde am 22. September 1994 von einer Gruppe australischer Bergsteiger erstbestiegen.
Da es in der Vergangenheit Verwirrung um die Namensgebung dieses Gipfels und des 2,47 km nordwestlich gelegenen Gipfels Chandra Parbat (6728 m) gab, tauften die Australier den Berg Indradhanush Parbat, was mit „Regenbogen-Berg“ übersetzt werden kann.